# 1991 في إسرائيل
فيما يلي قوائم الأحداث التي وقعت خلال عام 1991 في إسرائيل.

## سياسة

### تعيين في المنصب
- 5 فبراير – رحبعام زئيفي وزير بدون حقيبة وزارية.
- 1 أبريل – إيهود باراك رئيس الأركان العامة (إسرائيل).
- 8 يوليو – أوفاديا إيلي Deputy Minister of Defense ‏.
- 7 أكتوبر – إسحاق رابين عضو الكنيست [الإنجليزية]‏.
- 7 أكتوبر – حاييم رامون عضو الكنيست [الإنجليزية]‏.
- 7 أكتوبر – عمير بيرتز عضو الكنيست [الإنجليزية]‏.
- 7 أكتوبر – مردخاي غور عضو الكنيست [الإنجليزية]‏.

### انتهاء فترة المنصب
- 7 أكتوبر – إسحاق رابين عضو الكنيست [الإنجليزية]‏.
- 7 أكتوبر – حاييم رامون عضو الكنيست [الإنجليزية]‏.
- 7 أكتوبر – عمير بيرتز عضو الكنيست [الإنجليزية]‏.
- 7 أكتوبر – مردخاي غور عضو الكنيست [الإنجليزية]‏.
- 11 نوفمبر – بنيامين نتانياهو نائب وزير الخارجية ‏.
- 31 ديسمبر – رفائيل إيتان وزير الزراعة والتنمية  [لغات أخرى]‏.

## مواليد

### يناير
- 21 يناير – محمد غدير لاعب كرة قدم إسرائيلي.

### أبريل
- 9 أبريل – غاي أسولين لاعب كرة قدم إسباني.
- 29 أبريل – أنس دبور لاعب كرة قدم إسرائيلي.

### يوليو
- 7 يوليو – أحمد أبو ناهية لاعب كرة قدم فلسطيني.
- 24 يوليو – فراس مغربي لاعب كرة قدم إسرائيلي.

### أكتوبر
- 30 أكتوبر – نير بيتون لاعب كرة قدم إسرائيلي.

## وفيات

### يناير
- 14 يناير – صلاح خلف (مواليد 1933)